# ديشار أسترالي
ديشار أسترالي (الاسم العلمي:Pteris australasica) هو نوع نباتي يتبع جنس الديشار من فصيلة الديشارية.